# Cantó de Beaumont-le-Roger
El cantó de Beaumont-le-Roger és un cantó francès del departament de l'Eure, situat al districte de Bernay. Té 22 municipis i el cap es Beaumont-le-Roger.

## Municipis
- Barc
- Barquet
- Beaumontel
- Beaumont-le-Roger
- Berville-la-Campagne
- Bray
- Combon
- Écardenville-la-Campagne
- Fontaine-la-Soret
- Goupillières
- Grosley-sur-Risle
- La Houssaye
- Launay
- Nassandres
- Perriers-la-Campagne
- Le Plessis-Sainte-Opportune
- Romilly-la-Puthenaye
- Rouge-Perriers
- Sainte-Opportune-du-Bosc
- Thibouville
- Tilleul-Dame-Agnès
- Le Tilleul-Othon

## Història
| Data d'elecció                           | Identitat      | Partit                                 | Qualitat |
| ---------------------------------------- | -------------- | -------------------------------------- | -------- |
| 1945-1945                                | M. Rameau      | Divers gauche                          |          |
| 1949-19..                                | M. Beaucousin  | RI                                     |          |
| 19..-1979                                | M. Hervieu     | Divers droite, després CD, després UDF |          |
| 1979-2004                                | Serge Desson   | Divers droite, després UDF             |          |
| 2004-                                    | Jackie Desrues | PS                                     |          |
| les dades anteriors no són pas conegudes |                |                                        |          |
|                                          |                |                                        |          |

## Demografia
| A partir de 1990: Població sense dobles comptes |